# البطيمات
البُطَيْمَات، هي قرية فلسطينيّة مُهَجَّرَة، تقع إلى الجنوب الشرقي من مدنيةِ حيفا، وتبعدُ عنها حوالي 31كم وترتفع حوالي 200م عن سطحِ البحر، وهي من أقدمِ قُرى أُمّ الفحم الواقعة في منطقةِ الروحة. كانت تبلغ مساحتها 8,557 دونمًا، وتُحيط بها أراضي قُرى أُمّ الفحم وقرية عارة وقرية الكفرين. في 1 مايو عام 1948م قامت المُنظّمات الصهيونيّة المُسلّحة بهدمِ القرية وتشريد أهلُها منها البالغ عددهم آنذاك 128 نسمة.

بلدات وقُرى قضاء حيفا شمال غربي فلسطين.

## التسمية
سُمِّيَت البطيمات بهذا الاسم نسبةً إلى شجرِ البُطُم، وهو شجر مُعمّر ينمو بكثرةٍ في بلادِ الشام، يرتفع من أربعةٍ إلى ثمانيةِ أمتار.

## التاريخ
في عامِ 1281م بعهدِ المماليك زارَ القريةَ السُلطان قلاوون وفيها أبرمَ اتفافيّة هُدنة بين المُسلمين والإفرنج. كانت مساحة القرية في عام 1931 4 دونمات، وهي بذلك أصغر قرى حيفا مساحةً، أما أراضيها فقد بلغت في ذات العام حتى 8 آلاف دونم استملك الصهيونيون ما يقارب نصفها.
كان في البطيمات 112 نسمة من العرب في العام 1931 م، وأصبح عددهم 110 نسمة في عام 1945 وبذلك كانت أيضًا أقلّ قرى حيفا سكانًا. 
ضمّت القرية جامعًا، واعتمد سكّانها على البنابيع (وخاصّة عين الأفندي) في الشرب وزراعة الحبوب وتربية المواشي. في عام 1943 كان في القرية 113 دونمًا مزروعةً من الزيتون المثمر.
وفي عامِ 1945م أُقيمت على أراضي القريةِ مُستعمرة إيفن يتسحاق المعروفة أيضًا باسم غلعيد وتحديدًا إلى الغربِ من موقع القرية نفسها. وأَمَّا اليوم فالقريةُ مُسيّجة ومُغطّاه بالحشائشِ ونباتِ الصبَّار ولا يُوجد أيُّ أثر للمنازل سوى بعض الطوب المُبعثر في المنطقة.

## السكان
بلع عدد سُكّان البطيمات في عامِ 1931م 112 مُسلمًا 63 منهم ذكورًا و49 منهم إناثًا لَهُم 29 بيتًا. وفي عامِ 1945م انخفض إلى 110 نسمة. اعتمدَ سُكّانها على مياهِ الينابيع وأشهرها عين الأفندي، وقد قامَ اقتصادُ القرية على زراعةِ الحبوب وتربية المواشي.
هُجّر معظم أهالي القرية إلى أم الفحم الّتي كانت تتبع قرية البطيمات لأراضيها.

## القرية اليوم
أقيمت مستعمرة «جلعاد» أو «إيفن يتسحاك» على أراضي القرية عام 1945، والّتي شملت جزءًا من أراضي قرية البطيمات وجزءًا من أراضي قرية خبيزة (حيفا). يُستعمل موقع القرية اليوم لتربية الماشية التابعة للمستوطنة الصهيونية القائمة على أراضيها، وهو مسيّج ومغطّى بحشائش ونبات صبّار وبقايا أشجار تين وزيتون. بقيت بيوت القرية ظاهرة للعين حتّى عام 1967 مع بعض الهدم، إلّا أنّ مستوطنة إيفن يتسحاك محت آثارها بالكامل لمنع سكانها الأصليين من التردّد إلى زيارتها. 
لا أثر للبيوت الآن في القرية، عدا عن بعض الحجارة المنثورة في أماكن عدّة، مقبرة القرية لا تزال موجودة إلّا أنّها مهملة وغير واضحة المعالم وهي موجودة بجانب عين القرية الّتي تُسمّى بـ«عين الهندي» والّتي تجري مياهها في وادٍ إلى أرض «الجزر» ووادي الجزر المحاذي وهو امتداد لوادي البويشات ووادي البلاطة. 